# Diaspis simmondsiae
Diaspis simmondsiae är en insektsart som beskrevs av Ferris 1921. Diaspis simmondsiae ingår i släktet Diaspis och familjen pansarsköldlöss. Inga underarter finns listade i Catalogue of Life.